# Дарра-Адам-Хель
Дарра Адам Хель (урду درہ آدم خیل‎, англ. Darra Adam Khel) — город в Пакистане, один из самых крупных в агентстве Оракзай. Дарра Адам Хель находится в Федерально управляемых племенных территориях, недалеко от границы с Афганистаном.

## История
8 ноября 2010 года в городе произошёл крупный террористический акт. Террорист-смертник взорвал себя в мечети, погибло более 70 человек.
В 2010 году стартовал национальный проект по урбанизации Зоны Племён. Дарра Адам Хель был выбран в числе первых пяти городов которые попали под действие программы.